# George Soros
George Soros, rojen György Schwartz, madžarsko-ameriški poslovnež in družbeni aktivist, * 12. avgust 1930, Budimpešta.

## Odlikovanja in nagrade
Leta 2000 je prejel častni znak svobode Republike Slovenije z naslednjo utemeljitvijo: »za zasluge pri spodbujanju in razvijanju odprte demokratične in humane družbe v sodobnem svetu ter za zasluge pri uveljavljanju odprte, strpne in razsvetljene civilne družbe v Sloveniji«.

## Pomembnejša dela
- Open Society: Reforming Global Capitalism, 2001
- The New Paradigm for Financial Markets: The Credit Crisis of 2008 and What it Means, 2008